# シシー・パターソン
シシー・パターソン(Cissy Patterson)ことギジツキ伯爵夫人エレノア・ジョセフィン・メディル・パターソン（Eleanor Josephine Medill Patterson, Countess Gizycki、1881年11月7日 - 1948年7月24日）は、アメリカ合衆国のジャーナリストであり、ワシントンD.C.の大手日刊紙『ワシントン・タイムズ＝ヘラルド』の編集者・発行者・所有者である。パターソンは、世界で初めて大手日刊新聞の経営者となった女性である。

## 若年期と教育
エリノア・ジョセフィン・パターソンは、1881年11月7日、イリノイ州シカゴで、ロバート・パターソンとエレノア・パターソン（旧姓メディル）の娘として生まれた。大人になってから、ファーストネームをエリノア(Elinor)からエレノア(Eleanor)に変更したが、幼少期に兄からつけられたあだ名の「シシー」(Cissy)の方がよく知られていた。母方の祖父のジョゼフ・メディルはシカゴ市長であり、『シカゴ・トリビューン』紙を保有していたが、この新聞は後に、ジョセフ・メディルの孫で、シシーのいとこにあたるロバート・R・マコーミックに譲渡された。シシーの兄のジョゼフ・メディル・パターソンは、『ニューヨーク・デイリーニュース』の創始者である。
コネチカット州ファーミントンのミス・ポーターズ・スクールで教育を受けた。
叔父のロバート・サンダーソン・マコーミックが在オーストリア＝ハンガリー帝国大使に任命された際、パターソンも同行してウィーンに滞在した。帰国後はワシントンD.C.に居住したが、シシー・パターソン、アリス・ルーズベルト（セオドア・ルーズベルト大統領の娘）、マルグリット・カッシーニ（ロシア大使の娘）の3人を「三美神」とマスコミが呼ぶほど、社交界の中心的存在となった。

## キャリア
1920年、兄ジョセフが前年に創刊した『ニューヨーク・デイリー・ニュース』に記事を執筆したいと兄に懇願し、これを許してもらった。また、「新聞王」ウィリアム・ランドルフ・ハーストのもとでも働いた。パターソンは"Glass Houses"（1926年）と"Fall Flight"（1928年）という2冊の小説を執筆したが、これはかつての友人アリス・ルーズベルト・ロングワースとの確執から生まれた実話小説だった。
パターソンは、ハーストが保有していたワシントンD.C.の2つの新聞、『ワシントン・ヘラルド』と『ワシントン・タイムズ』を買収しようとした。しかしハーストは、金策に苦しんでいても、これらの新聞を売却することは拒んだ。この2紙は赤字だったが、首都の新聞を保有しているという威信を手放したくなかったのである。その後、編集長のアーサー・ブリスベンの説得を受けて、ハーストはパターソンを両紙の編集長にすることに同意し、パターソンは1930年8月1日から仕事を始めた。パターソンは、文章、レイアウト、タイポグラフィー、画像、コミックなど、全てにおいて最高のものを求めた。パターソンは、社会報道や女性面を奨励し、アデラ・ロジャース・セントジョンズやマーサ・ブレアなど多くの女性記者を採用した。1936年、パターソンはアメリカ新聞編集者協会の会員となった。
1937年、財務状況の悪化により、ハーストはヘラルド紙とタイムズ紙を将来の買収オプション付きでパターソンに貸し出すことに同意した。1939年1月28日、パターソンは両紙をハーストから買収し、合併させて『ワシントン・タイムズ＝ヘラルド』とした。なお、1933年に『ワシントン・ポスト』を競売で落札していた（この競売にはハーストとパターソンも参加していた）ユージン・メイヤーは、この間にヘラルド紙の買収を仕掛けたが失敗している。
パターソンは、『ニューヨーク・デイリーニューズ』を保有する兄、『シカゴ・トリビューン』を保有するいとこと同様に、断固とした保守派だった。パターソンが編集長となって以降、両紙の編集姿勢は急激に右傾化した。パターソンは孤立主義者でもあり、フランクリン・D・ルーズベルト政権に反対していた。1942年のミッドウェー海戦の後、タイムズ＝ヘラルド紙はトリビューン紙の記事を掲載し、アメリカの諜報機関が日本海軍の暗号を解読していたことを暴露した。ルーズベルトは激怒し、トリビューン紙とタイムズ＝ヘラルド紙をスパイ容疑で起訴したが、世間の注目を浴びたことや、発行前に海軍による2度の検閲をクリアしたものであり、無罪となる可能性が高かったことから、提訴を取り下げた。
第二次世界大戦中、パターソンは兄とともにナチスに通じているとして告発された。ペンシルバニア州選出のエルマー・J・ホランド下院議員は、議会の場で「パターソン家はヒトラーの勝利を歓迎するだろう」と発言した。
パターソンは、1948年7月24日に66歳で、心臓発作によりメリーランド州ロザリービル近郊の邸宅、マウント・エアリーで亡くなった。いとこのマコーミックがタイムズ＝ヘラルド紙の経営を引き継いだが、黒字を出すことができず、最終的にライバルのポスト紙に売却した。

## 私生活
ウィーン滞在中、パターソンはロシア貴族のユゼフ・ギジツキ(Josef Gizycki)伯爵と出会い、恋に落ちた。パターソンが帰国してもその恋が覚めることはなかった。その後、ギジツキ伯爵が渡米し、1904年4月14日にワシントンで結婚したが、パターソンの家族は結婚に反対していた。1905年9月3日に娘が生まれ、フェリシア・レオノーラ（1905-1999）と名付けられた。シシーは伯爵に同行して、ロシア帝国領ポーランドの領地にあるマナー・ハウスで生活したが、2人の結婚生活はうまくいかなかった。別居と同居を何度か繰り返した後、シシーは離婚を決意した。フェリシアを連れてロンドン近郊の家に隠れたが、伯爵は彼女を追いかけてフェリシアを連れ去り、オーストリアの修道院に隠した。シシーは離婚を申し出たが、離婚が成立したのは13年後の1918年のことだった。帰国後、パターソンはシカゴ郊外のイリノイ州レイクフォレストに住んだが、1913年にワシントンD.C.に戻った。
娘のフェリシアは、アメリカのコラムニスト、ドリュー・ピアソンと結婚したが、3年で離婚した。2人の間には、シシーにとって孫にあたるエレン・キャメロン・ピアソン・アーノルド（1926-2010）がいる。パターソンと娘のフェリシア、元婿のドリューの間には確執があり、フェリシアとは1945年に公に離縁した。
1925年、ニューヨークの弁護士エルマー・シュレシンジャー(Elmer Schlesinger)と結婚したが、シュレシンジャーはその4年後の1929年に48歳で亡くなった。1930年にシュレシンジャーから公式にエレノア・メディル・パターソンに改名した。
パターソンは、1920年代にワイオミング州ジャクソンホールにある自身が保有する牧場、フラットクリーク牧場を頻繁に訪れていた。その際に、カウボーイが使う言葉を使って馬を操っていたという意外な一面を、ドナルド・ハフが書き残している。この牧場は、現在、国家歴史登録財に指定されている。
1931年4月、パターソンは、メリーランド州ロザリービル近郊の広大な敷地に建つ、1600年代に第3代ボルティモア男爵チャールズ・カルバートが建てた邸宅、マウント・エアリーを購入した。この邸宅は、1910年頃から当時の所有者が高級レストラン「ダワーハウス」(Dower House)を開いていたが、1931年2月に大火災で損傷を受けたまま放置されていた。パターソンは、この邸宅を元通りに修復し、厩舎を整備し、迎賓館を増設し、蘭を栽培する温室を建設した。この敷地は、現在は州立公園となっている。